# Plakina bioxea
Plakina bioxea är en svampdjursart som beskrevs av Green och Bakus 1994. Plakina bioxea ingår i släktet Plakina och familjen Plakinidae. Inga underarter finns listade i Catalogue of Life.